# Chlorochaeta integranota
Chlorochaeta integranota är en fjärilsart som beskrevs av George Francis Hampson 1893. Chlorochaeta integranota ingår i släktet Chlorochaeta och familjen mätare. Inga underarter finns listade i Catalogue of Life.